# Hanna Harper
Hannah Harper, född den 4 juli 1982 i Devon i England, är en engelsk erotisk modell, porrskådespelare och regissör. 

## Liv och karriär
Harper växte upp i Brixham, en fiskeby i Devon. 2001 började hon att arbeta som modell i London efter ett förslag från hennes dåvarande make. Följande år flyttade hon till Los Angeles där hon gjorde modelljobb och medverkade i några amatörporrfilmer. Därefter kom hon in i den professionella porrfilmsbranschen genom samarbetet med Ben Dover. Hon skrev under den här tiden också ett exklusivt kontrakt med Legend Entertainment och Sin City Video. Hon har medverkat som modell i tidskrifter som High Society, Club International och Hustler.